# Cherokee (Carolina del Nord)
Cherokee è un census-designated place (CDP) degli Stati Uniti d'America, situato nello stato della Carolina del Nord, diviso tra la contea di Jackson e la contea di Swain.